# Luneray
Luneray – miejscowość i gmina we Francji, w regionie Normandia, w departamencie Sekwana Nadmorska.
Według danych na rok 1990 gminę zamieszkiwało 2006 osób, a gęstość zaludnienia wynosiła 395 osób/km² (wśród 1421 gmin Górnej Normandii Luneray plasuje się na 114. miejscu pod względem liczby ludności, natomiast pod względem powierzchni na miejscu 684.).